# Paremonia luteicincta
Paremonia luteicincta là một loài bướm đêm thuộc phân họ Arctiinae, họ Erebidae.